# Ferruccio Cerio
Ferruccio Cerio (Savona, 26 settembre 1901 – Savona, 23 aprile 1963) è stato un regista e sceneggiatore italiano.

## Biografia
Nacque a Savona il 26 settembre 1901, figlio di Alfredo Cerio e Rosa Odera. Dopo la laurea in medicina e chirurgia, decise di intraprendere l'attività di scrittore per il teatro e per il cinema; trasferitosi a Roma, collaborò con vari registi come sceneggiatore, sino al debutto come regista nel 1941 dirigendo la pellicola Il cavaliere senza nome con Amedeo Nazzari.
Nel 1943 scelse di trasferirsi nella RSI, per proseguire l'attività nelle produzioni cinematografiche al Cinevillaggio della Giudecca a Venezia, dove lavorò a poche pellicole. L'adesione alla RSI lo condannò, a fine guerra, all'emarginazione, per sfuggire alla quale si trasferì per alcuni anni in Spagna, dove girò L'urlo e altre pellicole tra cui il lungometraggio Cita con mi viejo corazòn, rimasto inedito in Italia dove utilizzò, come protagonista, Miria di San Servolo, la sorella di Claretta Petacci.
Tornato in Italia, riprese con difficoltà il suo lavoro di regista cinematografico, girando solo 4 film per chiudere la carriera nel mondo del cinema nel 1954.
Marginale la sua presenza in lavori televisivi nei primi anni delle trasmissioni in Italia.

## Filmografia

### Regia
- Il cavaliere senza nome (1941)
- Villa da vendere (1941)
- L'ultimo addio (1942)
- Il conte di Montecristo (1943)
- La rivincita di Montecristo (1943)
- La prigione (1944)
- Rosalba (1944) co-diretto con Max Calandri
- Posto di blocco (1945)
- L'urlo (1948)
- Cita con mi viejo corazòn (1950)
- La donna che inventò l'amore (1952)
- Il sacco di Roma (1953)
- Gioventù alla sbarra (1953)
- Tripoli, bel suol d'amore (1954)

### Sceneggiatura
- Aurora sul mare, regia di Giorgio Simonelli (1934)
- Giuliano de' Medici, regia di Ladislao Vajda (1940)
- Il bazar delle idee, regia di Marcello Albani (1941)
- La compagnia della teppa, regia di Corrado D'Errico (1941)
- Solitudine, regia di Livio Pavanelli (1941)

## Prosa televisiva Rai
- L'eroe di George Bernard Shaw, regia di Ferruccio Cerio, trasmessa il 19 giugno 1955.